# Bitka za Čepikuće
Bitka za Čepikuće je naziv ratne operacije obrane Dubrovnika na zapadnom dijelu dubrovačke općine tijekom Domovinskog rata.

## Uvod
Čepikuće su selo u općini Dubrovačko primorje u neposrednoj blizini granice s Bosnom i Hercegovinom. Selo je smješteno uz cestu koja od Slanog na jugoistoku i sela Lisca na jugozapadu vodi prema sjeveroistoku i bosanskohercegovačkim selima Trebimlja i Ravno. Pred početak Domovinskog rata, tijekom ljeta 1991. godine u području Dubrovačkog primorja, posebice u selu Čepikuće koje se nalazi uz strateški važnu prometnicu, započinje ozbiljnija priprema i organizacija obrane ovoga dijela nekadašnje dubrovačke općine. Organizaciju obrane i zapovjedanje postrojbama branitelja preuzima general Mate Šarlija Daidža koji je bio veteran Drugog svjetskog rata.

## Suprotstavljene snage

### Snage obrane
Snage obrane Čepikuća su uključivale jednu satniju iz sastava "A" bojne 116. brigade HV kojom je zapovjedao pukovnik Marko Mujan, te 9 dragovoljaca i 4 pripadnika MUP-a policijske postaje Ston. Obranom Čepikuća je zapovjedao general Mate Šarlija Daidža.
Snage obrane činila je Ratna policijska postojba Ston u samoj legendarnoj prvpj bitci na Čepikučima sudjelovalo je 16 pripadnika ratne stonske policijske postrojbe dok je u popodnevnim satima još 70 pripadnika te postojbe zauzelo položaje sjeveroistočno od Čepikuća prema Bosni i Hercegovini.

### Okupatorske snage
Neprijateljska vojska je bila sastavljena od dvije bojne iz sastava crnogorske brigade Jugoslavenske narodne armije "Sava Kovačević", a imala je oko 800 vojnika, rezervista i dragovoljaca. U pohodu na Čepikuće je sudjelovala jedna bojna s oko 400 vojnika i zapovjednog kadra.

## Tijek bitke
Dana 30. rujna 1991. godine, u večernjim satima, iz bosanskohercegovačkog pograničnog sela Trebimlja jedan obavještajac je stigao do Čepikuća i zapovjednika obrane obavjestio o pokretima JNA i namjeri da idućeg dana određenim snagama krenu prema Čepikućama s ciljem osvajanja šireg područja Dubrovačkog primorja i izbijanja na Jadransku magistralu. Obavještajac je predložio generalu Daidži da s ljudima prijeđe granicu i zaposjedne položaje na bosanskohercegovačkom teritoriju oko Trebimlje i da na pogodnom terenu zauzme položaj. Daidža je sukladno zapovjedi predsjednika Franje Tuđmana taj prijedlog odbio. Predsjednikova zapovjed je bila da Hrvatska vojska ne smije ni za 30 cm prijeći granicu.
Svjedoci susreta generala Daidže i obavještajca iz BiH su bili zapovjednik satnije Marko Mujan i zapovjednik policijske postaje Slano Pero Brbora. Obavještajac je bio dobro upoznat sa svim detaljima obrane Slanoga i Čepikuća, pa je predložio da se tijekom noći zaustavi prodor prema Slanom zarušavanjem mjesne ceste Zavala – Slano u Loznici. Njegov prijedlog je odbijen, a zapovjednik Slanog je zahtijevao da to odrade četvorica specijalca kad bude ocijenjeno da će to zaista biti potrebno. Do te akcije je zaista i došlo, ali Slano je već bilo okupirano. Tijekom te akcije poginuo je Antun Kalinić iz Stona.
Informacija o namjeri da se crnogorski četnici i JNA spremaju napasti Čepikuće i šire područje Dubrovačkog primorja je potvrđena u jutarnjim satima 1. listopada 1991. godine. Potvrdio ju je don Zdravko Petković, župnik iz Trebimlje, koji je to jutro iz sela pobjegao pred nasiljem pripadnika JNA i paravojnih četničkih formacija. Prema njegovim informacijama velika pješačka kolona četnika se, bez nekih velikih mjera predostrožnosti, kretala mjesnom cestom prema Čepikućama. Bio je to 1. bataljun (bojna), koji je bio u sastavu 7. crnogorske brigade Sava Kovačević, koja je bila dijelom Titogradskog korpusa JNA.
Tog jutra zapovjednik obrane general Daidža nije bio u Čepikućama, pa je zapovjedanje preuzeo Marko Mujan koji je na brzinu organizirao postavljanje zasjede u jednom usjeku ispod kote naziva Bijeli brijeg, gdje je teren omogućavao dobre zaklone za kvalitetnu obranu. Marko Mujan je raspolagao snagama od 30 pripadnika Zbora narodne garde, a u ispomoć je pristigla grupica sastavljena od četvorice hrvatskih policijaca te skupina od 11 dragovoljaca. Ispred usjeka su postavljene rasprskavajuće protupješačke mine usmjerenog djelovanja, popularno nazvane "Televizija", proizvedene u dubrovačkoj tvornici ugljenografitnih prozivoda.
Nakon što su snage obrane zauzele svoje položaje, negdje oko 13:15 sati pojavila se kolona snaga napadača, pa su snage obrane otvorile vatru iz svog raspoloživog oružja. Nakon bitke za Čepikuće snage napadača su imale gubitke od 7 poginulih i 20-30 ranjenih vojnika. Među poginulima su bili zapovjednik i dozapovjednik formacije koja je krenula u napad. Veći dio od 400 pripadnika JNA i četničkih formacija se razbježao natrag prema selu Trebimlja, odakle su minobacačima uzvratili po snagama obrane. Istu večer je borba okončana, a sutradan su iz sela Trebimlja, pod prijetnjom odmazde na u međuvremenu zatočenim stanovnicima sela, oficiri JNA poslali nekolicinu civila da pokupe tijela poginulih. Nakon toga je izvršena odmazda na uglavnom starim i nemoćnim stanovnicima prilikom koje je ubijeno dvadeset dvoje civila, 19 ih je odvedeno u koncentracijski logor Bileća, a ostali su prognani iz svojih domova. Sva su sela s većinskim hrvatskim stanovništvom spaljena i opljačkana. Čepikuće su nakon višednevnih bojeva okupirane 24. studenog 1991. godine.